# Ara gossei
Ara gossei pode ter sido uma espécie de ave da família dos psitacídeos que era endêmica da Jamaica, mas sua existência é hipotética. O único espécime registrado foi abatido na Jamaica por volta de 1765.